# 중랑구청장
중랑구청장은 서울특별시 중랑구의 구청장이다.

## 역대 중랑구청장

### 관선(1988~1995)
| 대수  | 이름   | 임기                             | 비고                   |
| ----- | ------ | -------------------------------- | ---------------------- |
| 제1대 | 이문재 | 1988년 5월 12일~1992년 10월 9일  | 초대 중랑구청장        |
| 제2대 | 이기재 | 1992년 10월 10일~1993년 3월 17일 |                        |
| 제3대 | 김명주 | 1993년 3월 18일~1995년 6월 30일  | 관선 마지막 중랑구청장 |

### 민선(1995~)
| 대수   | 이름   | 임기                           | 비고         |
| ------ | ------ | ------------------------------ | ------------ |
| 제4대  | 이문재 | 1995년 7월 1일~1998년 6월 30일 | 민선1기      |
| 제5대  | 정진택 | 1998년 7월 1일~2002년 6월 30일 | 민선2기      |
| 제6대  | 문병권 | 2002년 7월 1일~2006년 6월 30일 | 민선3기      |
| 제7대  | 문병권 | 2006년 7월 1일~2010년 6월 30일 | 민선4기      |
| 제8대  | 문병권 | 2010년 7월 1일~2014년 6월 30일 | 민선5기 재선 |
| 제9대  | 나진구 | 2014년 7월 1일~2018년 6월 30일 | 민선6기 3선  |
| 제10대 | 류경기 | 2018년 7월 1일~2022년 6월 30일 | 민선7기      |
| 제11대 | 류경기 | 2022년 7월 1일~                | 민선8기 재선 |